# Jules Lieure
Pour les articles homonymes, voir Lieure (homonymie).
Jules Lieure est un historien de l'art, collectionneur et graveur français né le 28 août 1866 à Grenoble et mort le 4 janvier 1948 à Amenucourt.

## Biographie
Fils d'un professeur de dessin, Jules Lieure obtient le baccalauréat et entreprend une carrière de fonctionnaire administratif dans le domaine de l'instruction : il est économe au lycée de diverses villes, en particulier Gap, Versailles (lycée Hoche), Évreux, Caen (lycée Malherbe) et Paris (lycée Condorcet). Très bien noté de ses supérieurs, qui louent sa sympathie et sa capacité à prendre des initiatives, il prend sa retraite en 1925 et part avec la Légion d'honneur.
Mais c'est en fait dans le domaine de l'estampe qu'il se fait un nom, comme « un véritable apôtre de la gravure », selon le journal L'Amateur d’estampes. Il anime le petit monde des amateurs en participant à des sociétés savantes, promeut la pratique, donne des conférences, etc.
Érudit, il donne le catalogue de référence sur le graveur Jacques Callot et plusieurs ouvrages de vulgarisation sur la gravure.
Également collectionneur, il s'entoure de plusieurs collections d'estampes : une de l'œuvre de Jacques Callot (1 370 pièces), qu'il revend au Musée des beaux-arts de la ville de Nancy en 1940 et une, plus hétéroclite, de toutes les époques, qui fait la part belle aux questions techniques, qui le passionnent : elle est achetée par le département des Estampes et de la Photographie de la Bibliothèque nationale de France en 1943.
Enfin, il grave lui-même, à partir de 1896. Il donne de nombreux portraits, représentatifs de ses intérêts et de son milieu, mais également quelques paysages et autres. 

## Œuvre gravé
Bien que graveur amateur, Jules Lieure est l'auteur d'un œuvre de 71 estampes. Reconnu par le milieu artistique de son temps, il fait l'objet d'un article d'Eugène Bouvy en 1928 dans la Gazette des beaux-arts.
Jules Lieure entre dans le domaine public en 2019, et Rémi Mathis donne le premier catalogue raisonné de son œuvre gravé en 2021 dans les Nouvelles de l'estampe.

## Publications
- Jacques Callot, Paris, éd. de la Gazette des beaux-arts, 1924-1929, 5 vol.
- La gravure en France au XVIe siècle : la gravure dans le livre et dans l'ornement, Paris, 1927 (64 p.)
- L’École française de gravure, des origines à la fin du XVIe siècle, Paris, 1928 (190 p.)
- L’École française de gravure, XVIIe siècle, Paris, 1931 (203 p.)
- La lithographie artistique et ses diverses techniques : les techniques, leur évolution, Paris, 1939 (107 p.)